# سراسكند سفلي
سراسكند سفلي هي قرية في مقاطعة هشترود، إيران. عدد سكان هذه القرية هو 210 في سنة 2006.